# Troítskaia
Troítskaia - Троицкая (rus) - és una stanitsa del krai de Krasnodar, a Rússia. Es troba als arrossars del delta del riu Kuban, a la riba esquerra del seu curs principal, a 25 km al nord de Krimsk i a 72 km a l'oest de Krasnodar, la capital.
Pertanyen a aquest municipi les poblacions de Mogukorovski, Kuvitxinski] i Zàpadni.